# Automaton
Automaton es el octavo álbum de estudio de la banda de funk británica Jamiroquai, publicado el 31 de marzo de 2017 por Virgin EMI. Es el primer disco en siete años, tras Rock Dust Light Star (2010). Fue número uno en Italia y alcanzó su punto máximo en el número 2 en Suiza, el número 3 en Francia, y el número 4 el Inglaterra, Escocia, España y Holanda, además del número 5 en Alemania.

## Información del álbum
En enero de 2017, Jamiroquai anunció la publicación de álbum Automaton en marzo del mismo año y la lista de canciones del álbum.
Jay Kay describió la inspiración para Automaton: «En reconocimiento del aumento de tecnología e inteligencia artificial en nuestro mundo y cómo nosotros los humanos estamos empezando a olvidar las cosas más agradables, sencillas y elocuentes de la vida y nuestro entorno incluyendo nuestra relación el uno con el otro como seres humanos.»

## Recepción
El álbum recibió críticas muy positivas. En Metacritic, el cual asigna un índice normalizado sobre 100 a revisiones de críticos de música, el álbum recibió una puntuación media de 71, la cual indica «en general críticas favorables», basada en 16 críticas.
Aunque no se publicó como sencillo, «Shake it On» apareció en el número 154 de la lista de sencillos francesa.
El primer sencillo «Automaton» llegó al n.º 33 en Estados Unidos, y el n.º 36 y 37 respectivamente en las listas de Francia y Bélgica.
El segundo sencillo «Cloud 9», alcanzó el n.º 9 en Bélgica, el n.º 19 en Francia, el n.º35 en España, el n.º 46 en los Estados Unidos, y el n.º 37 en Reino Unido.

## Promoción
El álbum se estrenó por la radio en todo el mundo el 26 de enero de 2017.

### Sencillos
El 27 de enero de 2017, Jamiroquai, publicó una versión en vídeo de la canción principal como el sencillo principal del álbum. El 10 de febrero de 2017, se publicó una versión en audio de «Cloud 9», y el 22 de febrero de 2017 apareció una segunda versión con la actriz Mónica Cruz.
El 29 de junio de 2017, la banda lanzó «Superfresh» como el tercer sencillo oficial del álbum. Jay Kay no participó en el vídeo musical, probablemente a causa de una lesión en la espalda, pero aparece en escenas tomadas del vídeo de «Automaton».
«Summer Girl», el cuarto sencillo, se publicó en diciembre de 2017, seguido por «Nights Out in the Jungle» en enero de 2018.

### Gira
El 17 de enero de 2017, Jamiroquai anunció una gira por Asia y Europa con inicio el 25 de mayo de 2017 en Tokio, Japón, y final el 5 de agosto de 2017 en Zambujeira do Mar, Portugal, con espectáculos en Corea del Sur, Grecia, Países Bajos, Italia, Finlandia, Francia, Suiza, República Checa.

## Lista de canciones
| Automaton — CD – digital download – streaming – vinyl |                            |          |  |
| N.º                                                   | Título                     | Duración |  |
| 1.                                                    | «Shake It On»              | 5:14     |  |
| 2.                                                    | «Automaton»                | 4:47     |  |
| 3.                                                    | «Cloud 9»                  | 3:56     |  |
| 4.                                                    | «Superfresh»               | 3:48     |  |
| 5.                                                    | «Hot Property»             | 4:31     |  |
| 6.                                                    | «Something About You»      | 3:58     |  |
| 7.                                                    | «Summer Girl»              | 5:31     |  |
| 8.                                                    | «Nights Out in the Jungle» | 5:09     |  |
| 9.                                                    | «Dr Buzz»                  | 6:01     |  |
| 10.                                                   | «We Can Do It»             | 4:06     |  |
| 11.                                                   | «Vitamin»                  | 4:26     |  |
| 12.                                                   | «Carla»                    | 5:33     |  |

| Japanese bonus track |                  |          |  |
| N.º                  | Título           | Duración |  |
| 13.                  | «Nice and Spicy» | 4:41     |  |

Créditos adaptado de Discogs, excepto donde se indique.
- Jay Kay – voz
- Matt Johnson – teclados, ingeniería, programación
- Paul Turner – bajo
- Rob Harris – guitarra
- Derrick McKenzie – batería
- Sola Akingbola – percusión[26]
- Josué Blair – ingeniería
- Juan Prestage – asistencia de ingeniería
- JP Chalbos – masterización
- Mick Guzauski – mezclas[27]

## Posicionamiento

### Posicionamiento semanal
| Listas (2017)                       | Posición |
| ----------------------------------- | -------- |
| Australia (ARIA)                    | 7        |
| Austria (Ö3 Austria)                | 6        |
| Bélgica (Ultratop flamenca)         | 11       |
| Bélgica (Ultratop valona)           | 10       |
| Canadá (Billboard Canadian Albums)  | 19       |
| Países Bajos (Album Top 100)        | 4        |
| Finlandia (Suomen Virallinen Lista) | 14       |
| Francia (SNEP)                      | 3        |
| Alemania (Offizielle Top 100)       | 5        |
| Hungría (MAHASZ)                    | 13       |
| Irlanda (IRMA)                      | 13       |
| Italia (FIMI)                       | 1        |
| Nueva Zelanda (Recorded Music NZ)   | 30       |
| Polonia (ZPAV)                      | 17       |
| Portugal (AFP)                      | 18       |
| Escocia (Scottish Albums Chart)     | 4        |
| España (PROMUSICAE)                 | 4        |
| Suiza (Schweizer Hitparade)         | 2        |
| Reino Unido (UK Albums Chart)       | 4        |
| Estados Unidos (Billboard 200)      | 94       |

### Posicionamiento de fin de año
| Gráfico (2017)                     | Posición |
| ---------------------------------- | -------- |
| Belgian Albums (Ultratop Flanders) | 200      |
| Belgian Albums (Ultratop Wallonia) | 140      |
| Swiss Albums (Schweizer Hitparade) | 64       |

## Certificaciones
| Región                                                   | Certificación | Certificado unidades/Ventas |
| -------------------------------------------------------- | ------------- | --------------------------- |
| Reino unido (BPI)                                        | Plata         | 60,000^                     |
| ^cifras de envíos basadas únicamente en la certificación |               |                             |